# Gigantactinidae
Los Gigantactinidae son una familia de peces marinos perteneciente al orden Lophiiformes, distribuidos por los océanos Atlántico, Índico y Pacífico. Su nombre procede del griego: gigas (grande) + aktis (rayo).

## Anatomía
Dimorfismo sexual, teniendo las hembras un cuerpo muy alargado; el pedúnculo pescador sobre la boca es bioluminiscente y extremadamente largo.

## Biología
Viven en el fondo abisal, cazando presas a las que atrae moviendo el apéndice largo similar a una caña de pesca en su dorso.

## Géneros y especies
Hay 23 especies válidas, pertenecientes a dos géneros:
- Género Gigantactis (Brauer, 1902):
  - Gigantactis balushkini (Kharin, 1984)
  - Gigantactis elsmani (Bertelsen, Pietsch y Lavenberg, 1981)
  - Gigantactis gargantua (Bertelsen, Pietsch y Lavenberg, 1981)
  - Gigantactis gibbsi (Bertelsen, Pietsch y Lavenberg, 1981)
  - Gigantactis golovani (Bertelsen, Pietsch y Lavenberg, 1981)
  - Gigantactis gracilicauda (Regan, 1925)
  - Gigantactis herwigi (Bertelsen, Pietsch y Lavenberg, 1981)
  - Gigantactis ios (Bertelsen, Pietsch y Lavenberg, 1981)
  - Gigantactis kreffti (Bertelsen, Pietsch y Lavenberg, 1981)
  - Gigantactis longicauda (Bertelsen y Pietsch, 2002)
  - Gigantactis longicirra (Waterman, 1939)
  - Gigantactis macronema (Regan, 1925)
  - Gigantactis meadi (Bertelsen, Pietsch y Lavenberg, 1981)
  - Gigantactis microdontis (Bertelsen, Pietsch y Lavenberg, 1981)
  - Gigantactis microphthalmus (Regan y Trewavas, 1932)
  - Gigantactis paxtoni (Bertelsen, Pietsch y Lavenberg, 1981)
  - Gigantactis perlatus (Beebe y Crane, 1947)
  - Gigantactis savagei (Bertelsen, Pietsch y Lavenberg, 1981)
  - Gigantactis vanhoeffeni (Brauer, 1902)
  - Gigantactis watermani (Bertelsen, Pietsch y Lavenberg, 1981)

- Género Rhynchactis (Regan, 1925):
  - Rhynchactis leptonema (Regan, 1925)
  - Rhynchactis macrothrix (Bertelsen y Pietsch, 1998)
  - Rhynchactis microthrix (Bertelsen y Pietsch, 1998)